# Cicadella
Cicadella (лат.) — род цикадок из отряда полужесткокрылых.

## Описание
Стройные насекомые длиной 6,5-10,3 мм с крупной головой. самки крупнее самцов. У представителей этого рода, в отличие от близкого рода Kolla простые глазки расположены дальше от переднего края темени.

## Виды
К роду относят следующие виды:
- Cicadella aequalis Signoret, 1854
- Cicadella antiqua Heer, 1853
- Cicadella aurantiaca Heer, 1853
- Cicadella blandula Signoret, 1860
- Cicadella capitata Statz, 1950
- Cicadella chazei Piton, 1940
- Cicadella cinctella Taschenberg, E.L., 1884
- Cicadella clypealis Young, 1986
- Cicadella cosmopolita Signoret, 1853
- Cicadella flavofasciata Taschenberg, E.L., 1884
- Cicadella flavomarginata Melichar, 1902
- Cicadella fumosa Kuoh & Zhang, 1991
- Cicadella gentryi Young, 1986
- Cicadella lasiocarpae Ossiannilsson, 1981
- Cicadella leechi Young, 1986
- Cicadella medleri Young, 1986
- Cicadella mellatula Breddin, 1901
- Cicadella morio Heer, 1853
- Cicadella nigrinervis Stål, 1866
- Cicadella occipitula Osborn, 1926
- Cicadella priscomarginata Scudder, 1877
- Cicadella priscotincta Scudder, 1877
- Cicadella priscovariegata Scudder, 1877
- Cicadella prolixa Lethierry, 1881
- Cicadella quinquepunctata Taschenberg, E.L., 1884
- Cicadella scudderi Cockerell, T.D.A., 1920
- Cicadella viridis Linnaeus, 1758

## Палеонтология
Древнейшие представители известны из отложений эоцена (50,5—46,2 млн лет) в США.